# Wildstrubelgletscher
Wildstrubelgletscher – lodowiec o długości 2,5 km (2005 r.) i powierzchni 4,8 km² (1973 r.).
Lodowiec jest położony w  Alpach Berneńskich w kantonie Valais w Szwajcarii.